# Fikayo Tomori
Oluwafikayomi Oluwadamilola "Fikayo" Tomori (Calgary, Kanada, 1997. december 19. –) Kanadában született, nigériai származású angol labdarúgó, az AC Milan játékosa.

## Pályafutása

### Klubcsapatokban

#### Chelsea
Tomori 2005-ben csatlakozott a Chelsea U8-as csapatához. Tagja volt annak az ificsapatnak, mely 2015-ben és 2016-ban is megnyerte az FA Youth Cupot és az UEFA Ifjúsági Ligát. 2016. május 11-én bekerült az első csapat meccskeretébe a Liverpool ellen, de nem kapott játéklehetőséget. Négy nappal később, a 2015/16-os szezon utolsó napján viszont már bemutatkozhatott, a bajnok Leicester City elleni 1-1-es döntetlen során. A 60. percben lépett pályára, csereként váltva Branislav Ivanovićot. Augusztus 1-jén új, négyéves szerződést kötött a csapattal, a hónap során később pedig megkapta 33-as mezszámot, a korábban használt 43-as helyett.

### A válogatottban
Tomori nigériai szülők gyermeke, Kanadában született, de kisgyermekkora óta Angliában nevelkedett, így e három ország válogatottjai közül válogathat. 2016. március 27-én bemutatkozhatott a kanadai U20-as válogatottban, Anglia ellen. Május 16-án, egy nappal a Chelsea-ben történt bemutatkozása után meghívták az U19-es angol válogatott keretébe. Június 4-én, egy Mexikó elleni barátságos meccsen debütált. Tagja volt az angolok 2016-os U19-es Eb-n szereplő keretének, mely az elődöntőig jutott.

## Sikerei, díjai
- AC Milan
  - Olasz bajnok: 2021–22

- Anglia U20
  - U20-as világbajnok: 2017

## Külső hivatkozások
- Fikayo Tomori pályafutásának statisztikái a Soccerbase oldalon (angolul)